# サイモン・フレッチャー
サイモン・フレッチャー（Simon Fletcher 1962年2月18日- ）はテキサス州ベイシティ出身のアメリカンフットボール選手。NFLのデンバー・ブロンコスで1985年から1995年まで11シーズンプレーした。ポジションはラインバッカー及びディフェンシブエンド。

## 経歴
ヒューストン大学から1985年のNFLドラフト2巡目でデンバー・ブロンコスに指名されて入団した。
1988年9月26日、マイル・ハイ・スタジアムで行われたロサンゼルス・レイダースとのマンデーナイトフットボールで彼は相手QBジェイ・シュローダーのパスをインターセプトしチームはハーフタイムまでに24-0とリードしたが後半は猛反撃にあいオーバータイムの末27-30で敗れている。
1991年には13.5サックをあげてラロン・ジョーンズが作ったチームタイ記録を作った。シーズンオフにホールドアウトした彼は1992年7月下旬チームと4年契約を結んだ。
優れたパスラッシャーであった彼は1988年から1994年までの7シーズン連続でチームトップのサック数を記録し、この間1989年から1993年までの5年間は毎年11サック以上をあげており、1992年にはチーム記録となる16サックをあげた。通算97.5サックはブロンコス記録となっている。また2インターセプト、10ファンブルリカバーの成績をあげた。スーパーボウルには第21回、第22回、第24回と3回出場したが優勝は果たせなかった。
1993年まではアウトサイドラインバッカーを務め、1994年から2シーズンはディフェンシブエンドを務めた。ビル・トンプソンの156試合連続先発出場に次ぐ140試合連続先発出場を含む172試合連続で出場を果たした。1992年11月15日から1993年9月20日まで10試合連続サック（合計15.5サック）を決めておりこれはデマーカス・ウェアが2007年から2008年にかけて作った記録と並んでNFL記録である。